# Ingavi (gemeente)
Humaita, vroeger Ingavi, is een gemeente (municipio) in de Boliviaanse provincie Abuná in het departement Pando. De gemeente telt naar schatting 1.802 inwoners (2018). De hoofdplaats is Ingavi.